# دوري المقاطعات الشمالي الغربي 2010–11
دوري المقاطعات الشمالي الغربي 2010–11 هو موسم من دوري المقاطعات الشمالي الغربي. فاز فيه New Mills A.F.C. ‏.